# Авіатор (гідрокрейсер)

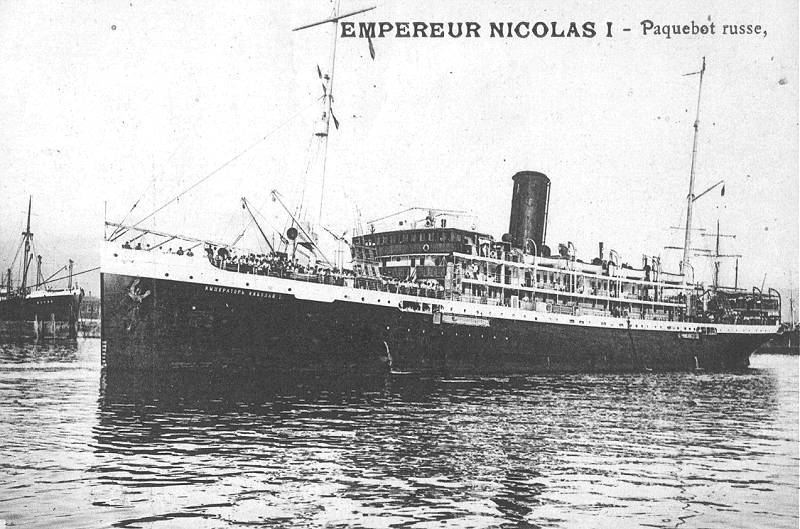
Під французьким прапором 1921 р.

Гідрокрейсер «Авіатор» («Імператор Микола I») —  гідрокрейсер Чорноморського флоту. Будувався, як пасажирський пароплав. 1915 року переобладнаний у гідрокрейсер та увійшов до складу Чорноморського флоту. За часів національно-визвольних змагань 1917 — 1918 років гідрокрейсер «Авіатор» входив до складу Українських військово-морських сил. 

## Історія корабля
Пасажирський пароплав «Імператор Микола І» побудований 1913 року у Великій Британії компанією «John Brown & Company» для російської компанії мореплавства і торгівлі «РОПіТ». В 1914 −1915 роках експлуатувався як комерційне судно.
В 1915 році — пароплав було мобілізовано та модернізовано. З початком Першої Світової війни з'ясувалось, що Чорноморському флоту не вистачає кораблів, які могли б супроводжувати ескадру, підвозити літаки до місць військових операцій, та які б служили базою для літунів та десанту. Не маючи часу та ресурсів для побудови таких кораблів, було вирішено зробити з двох нових пасажирських пароплавів «Імператор Микола І» та «Імператор Олександр ІІІ» гідрокрейсери. На корабель було встановлено шість 120/45-мм гармат, дві 57-мм гармати та два 7,62-мм скоростріли. Крейсер міг приймати на борт 7-8 гідролітаків. Ці гідроплани базувались у Севастополі та знаходились на кораблях тільки під час бойових операцій.
Брав участь у бойових діях поблизу румунського, болгарського та турецького узбережжя. Проводив операції по блокуванню Босфору, атаки на Зунгулдаг, брав участь у Трапезундській та інших військових операціях Чорноморського флоту. 23 грудня 1916 — переведений у дивізіон гідрокрейсерів.
Лютнева революція значно актуалізувала національно-визвольний рух українців на Чорноморському флоті. Провідником українського руху стала рада Української чорноморської громади. У квітні 1917 року майже на всіх кораблях Чорноморської флоти вже існували українські корабельні ради, так само як у сухопутних частинах Севастопольської морської фортеці та на повітрофлоті.
11 травня 1917 року гідрокрейсер було перейменовано у «Авіатор».
Протягом 1917 року моряки-чорноморці активно виступали на підтримку УНР та звертались до Центральної Ради з вимогою рішучих дій по українізації Чорноморського флоту та створенню Українських військово-морських сил.
12 жовтня 1917 року на відзначення українізації трьох кораблів Балтійського флоту: крейсера «Светлана» та ескадрених міноносців «Україна» та «Гайдамак» на всіх кораблях та установах Чорноморського Флоту, на один день, було піднято національні українські прапори та стеньгові сигнали «Хай живе вільна Україна». Це ж повторилося 15 листопада. Того дня всі кораблі чорноморського флоту цілу добу тримали українські прапори, а також сигнал «Слава Українській Народній Республіці».
14 січня 1918 року Центральна Рада прийняла «Тимчасовий Закон про український державний флот», відповідно до якого: «Російський Чорноморський флот… проголошується флотом Української Народної Республіки…» та «Українська Народна Республіка переймає на себе всі зобов'язання російського уряду щодо Чорноморського флоту й щодо утримання флоту й портів». Корабель юридично увійшов до складу Військово-морських сил УНР.
На початку 1918 року більшовики окупували ненадовго південь України та Севастополь. Проте, коли наприкінці квітня до півострова наблизилися частини Запорізької дивізії армії УНР під командою підполковника Петра Болбочана та німецькі війська, у Криму майже не залишилося більшовицьких загонів.
22 квітня 1918 року командувач Чорноморського Флоту контр-адмірал Михайло Саблін наказом по флоту оголосив, що «всі судна, портове майно, які знаходяться у портах Криму, є власністю Української Народної Республіки. А тому наказую скрізь, де треба, підняти українські прапори». 29 квітня, за наказом командувача, майже всі кораблі, установи, порти та фортеці Чорноморського флоту підняли український прапор. Однак вже 30 квітня, через провокацію більшовиків, частина флоту виходить до Новоросійська. Гідрокрейсер «Авіатор» залишився у Севастополі. В той же час, у Києві, було проголошено створення Українська Держава Української Держави.

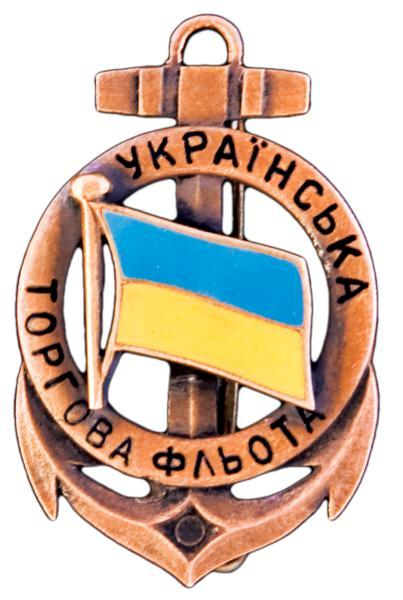
Нагрудна відзнака українського торгового флоту

Командувачем Чорноморським Флотом було призначено Михайла Остроградського. Всі кораблі, що залишились у Севастополі, в тому числі й гідрокрейсер, увійшли до складу Військово-морських сил Української Держави. Проте, німецьке командування розцінило вихід частини кораблів до Новоросійська як порушення Берестейського мирної угоди, й тимчасового інтернували всі військові кораблі. Одночасно, після проголошення Гетьманату, досить суттєво активізувалась робота по створенню Військово-морського флоту Української Держави. Протягом всього 1918 року уряд Гетьмана Скоропадського приділяв багато уваги побудові міцного боєздатного військового флоту.
За часів Гетьманату пароплави «Микола І», «Петро Великий» та «Олександр І», що до війни належали РОПіТ, згідно із чинним законодавством були роззброєні та повернені в український торговельний флот. Взагалі ж, на час самостійності Української Держави в українському торговельному флоті було 6 великих пароплавів місткістю 9155 тонн. Український торговельний флот протягом 1918 року здійсняв регулярні рейси по всіх портах Чорного моря.
Проте, наприкінці листопада, у Києві розпочався антигетьманський переворот, а південь України окупували війська Антанти, які захопили більшість кораблів ВМС Української Держави. Командуючий Українським флотом контр-адмірал В'ячеслав Клочковский намагався провести перемовини з «союзниками», але англійське та французьке командування віднеслось до флоту, як до власної здобичі.
У 1919—1920 рр. — корабель належав французькому уряду. В 1921 р. — пароплав було продано французькій компанії «Messageries Maritimes» та перейменовано у «Пьер Лоті» («Pierre Loti»). До 1933 року ходив на регулярних рейсах у Середземному морі. У 1934—1936 рр. — здійснював одиничні рейси. В 1936 році здійснив перехід у Сідней.
У 1940 році перейшов від контроль французького руху Опору, та був наданий в управління компанії «Blue Funnel Line». У грудні 1942 року зазнав аварії та був затоплений на переході Лаос-Ліберія, поблизу Габону.